# Туризм в Україні
| Країна     | Кількість    |
| ---------- | ------------ |
| Молдова    | 4.3 мільйона |
| Білорусь   | 1.8 мільйона |
| Росія      | 1.5 мільйона |
| Угорщина   | 1.3 мільйона |
| Польща     | 1.2 мільйона |
| Румунія    | 0.8 мільйона |
| Словаччина | 0.4 мільйона |
| Ізраїль    | 0.2 мільйона |
| Туреччина  | 0.2 мільйона |
| Німеччина  | 0.2 мільйона |

Туризм є важливою галуззю економіки України. Щороку Україну відвідують понад 20 мільйонів туристів (25 млн іноземних громадян у 2008 році), насамперед з Росії та Східної Європи, а також Західної Європи та США. Структура в'їзного потоку за країною походження виглядає таким чином: країни СНД — 11,9 млн осіб (63 % загального в'їзного потоку), країни ЄС — 6,3 млн осіб (33 %), решта країн — 0,6 млн осіб (4 %).
Сфера туристичних інтересів в Україні включає як активні види відпочинку та спортивного туризму, типу скелелазіння і гірськолижного спорту, так і подорожі-експедиції, де об'єктом пізнання є багата археологічна та релігійна історія країни, її культура і природа. Зокрема, в Україні знаходяться такі об'єкти Всесвітньої спадщини ЮНЕСКО, як Києво-Печерська лавра і Софійський собор, а також історичний центр Львова.

## Значення у світі і структура туризму в Україні

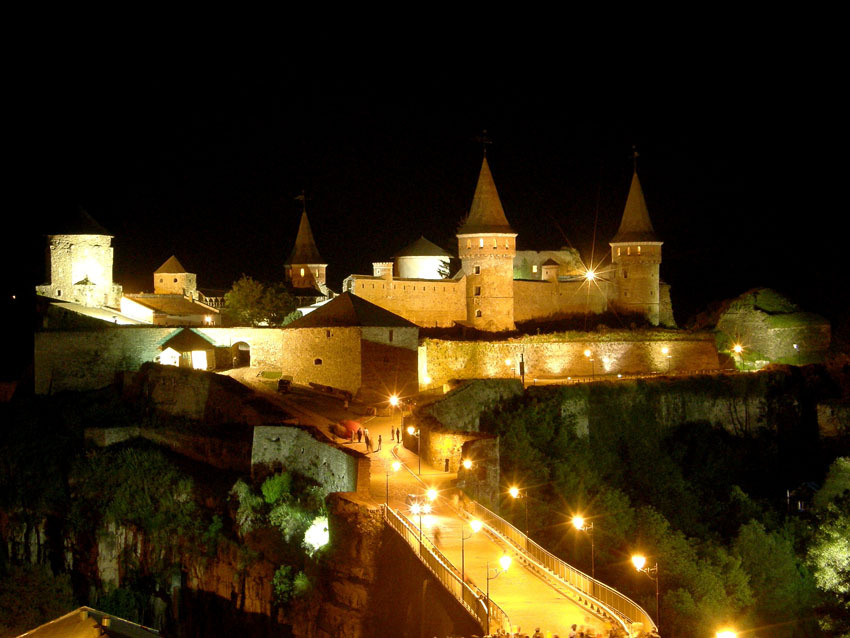
Кам'янець-Подільська фортеця, 2008

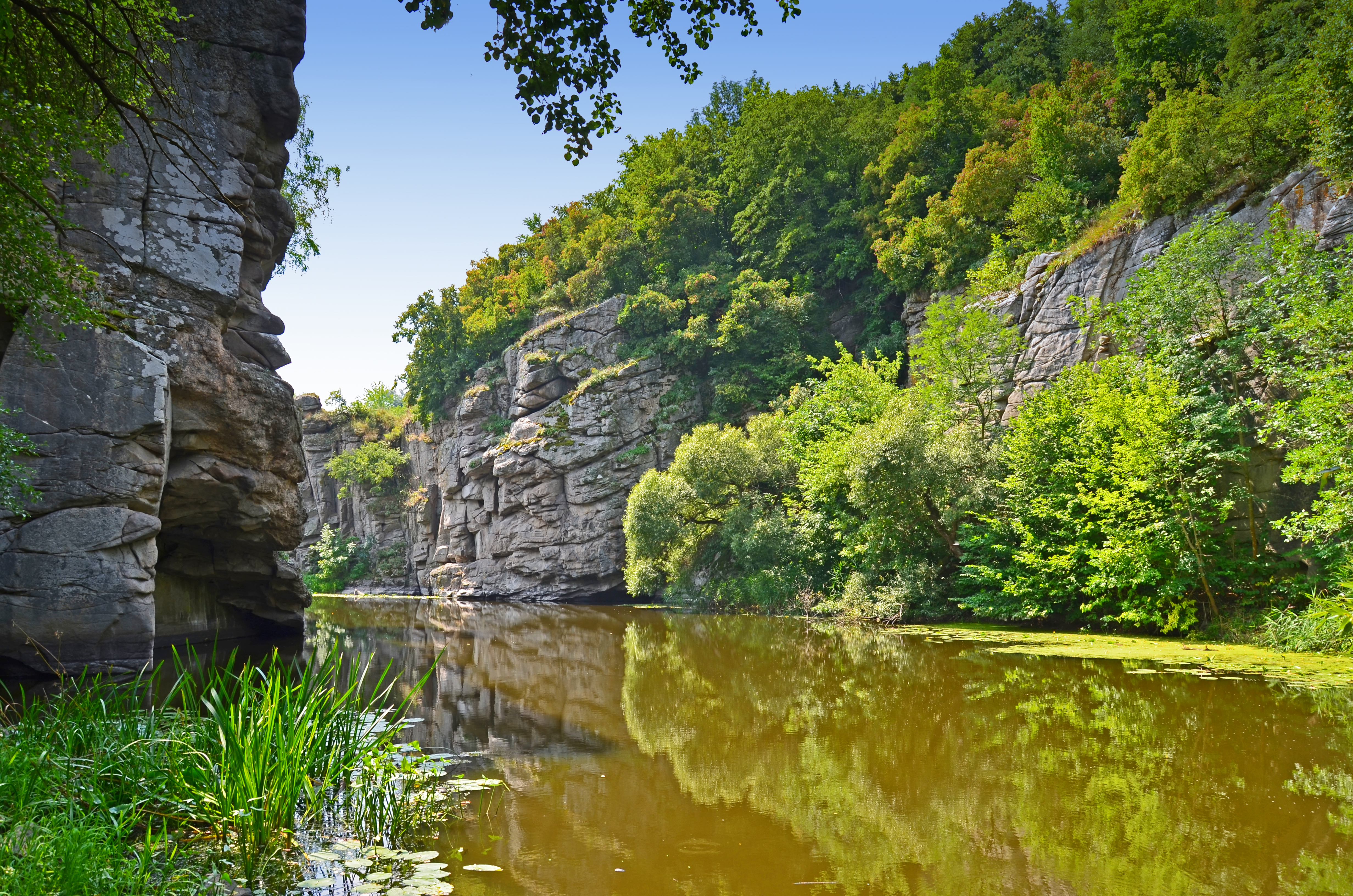
Маленький фіорд в серці України. Буки, 2009 (Буцький каньйон)

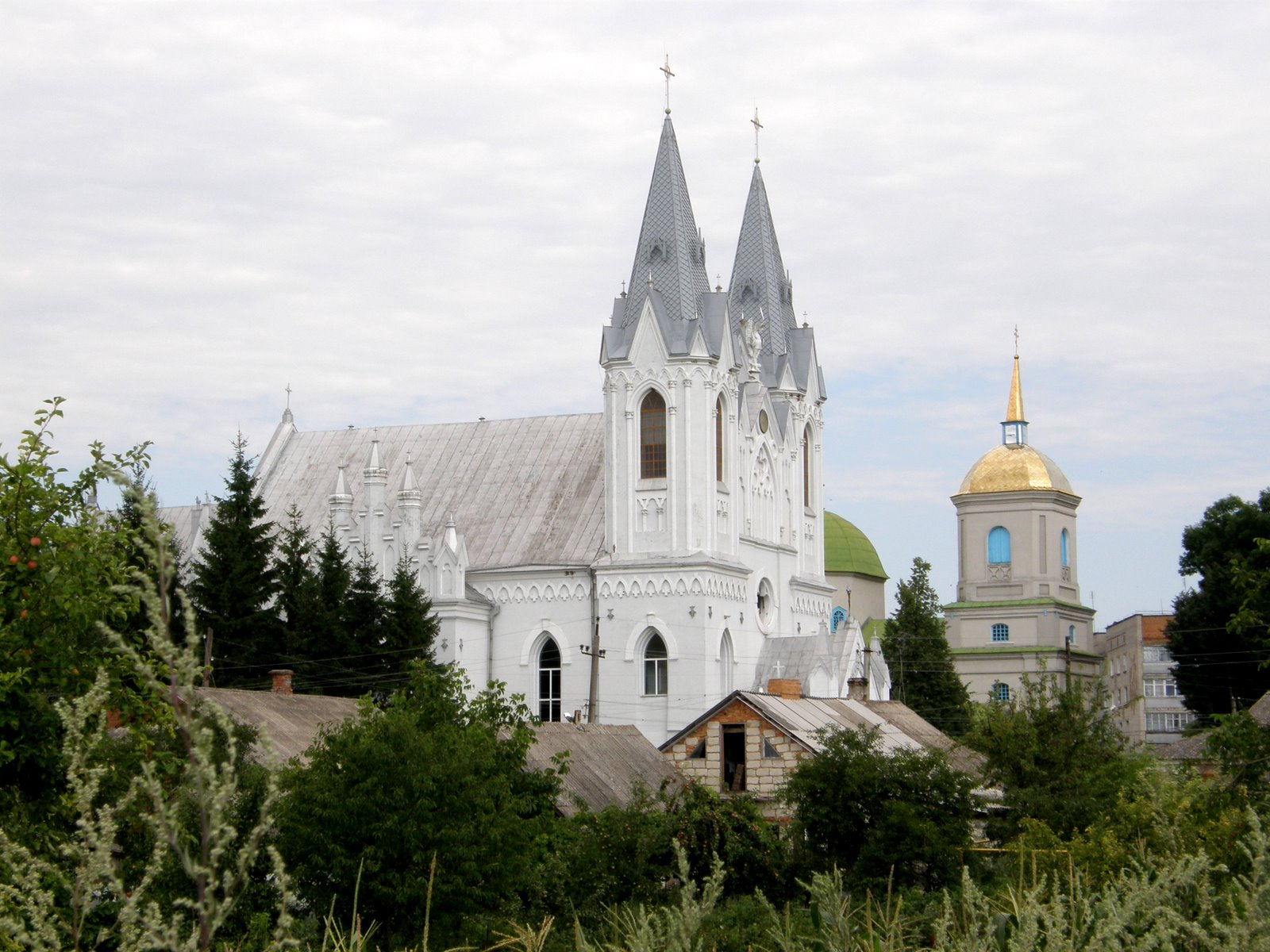
Костел св. Анни, побудований в 1811р в стилі неоготики, м.Бар, 2009

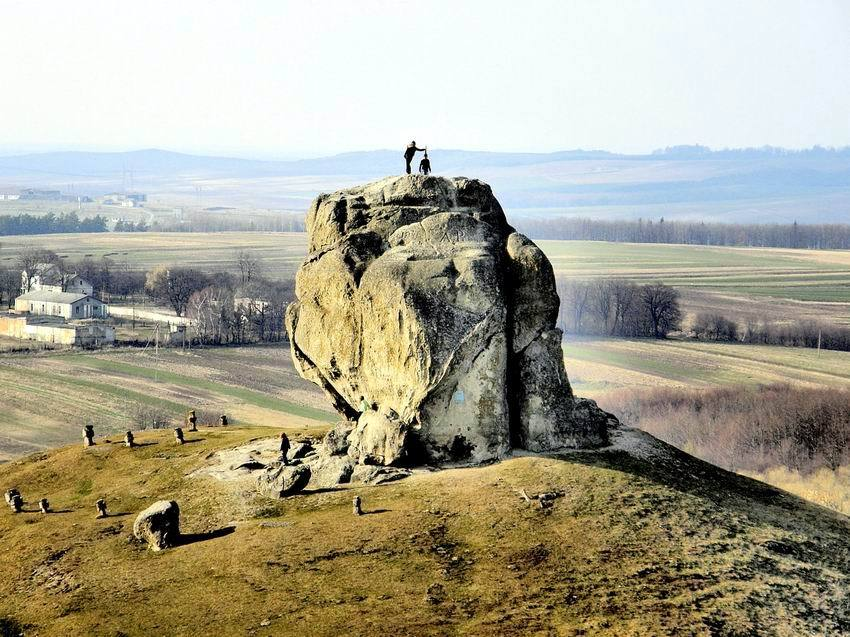
Скелястий велетень в смт Підкамінь коло Бродів, 2008

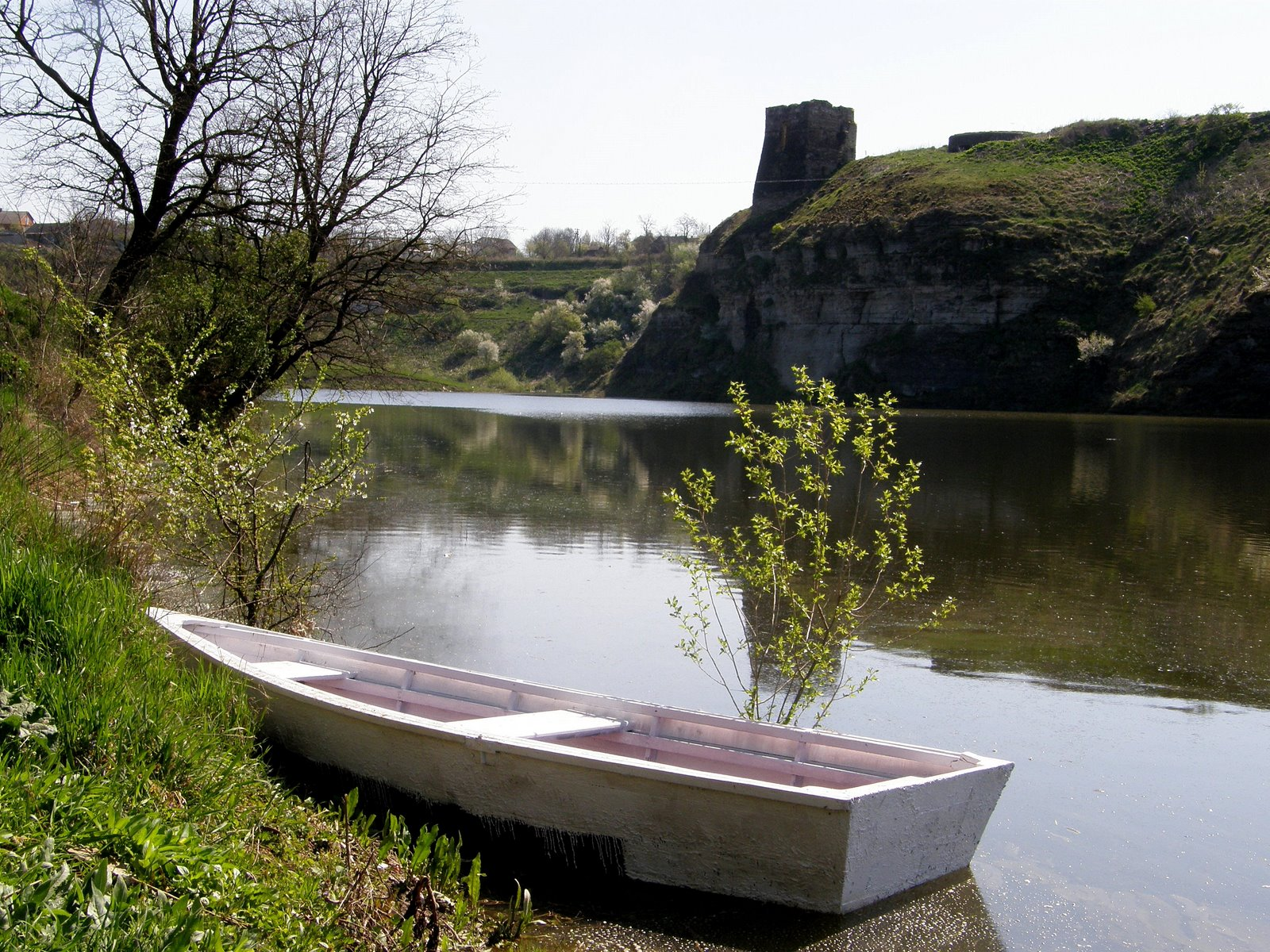
Жванецька твердина… Жванець, 2009

Садиби XVIII–XIX ст на території етнографічного музею «Хутір Савки»

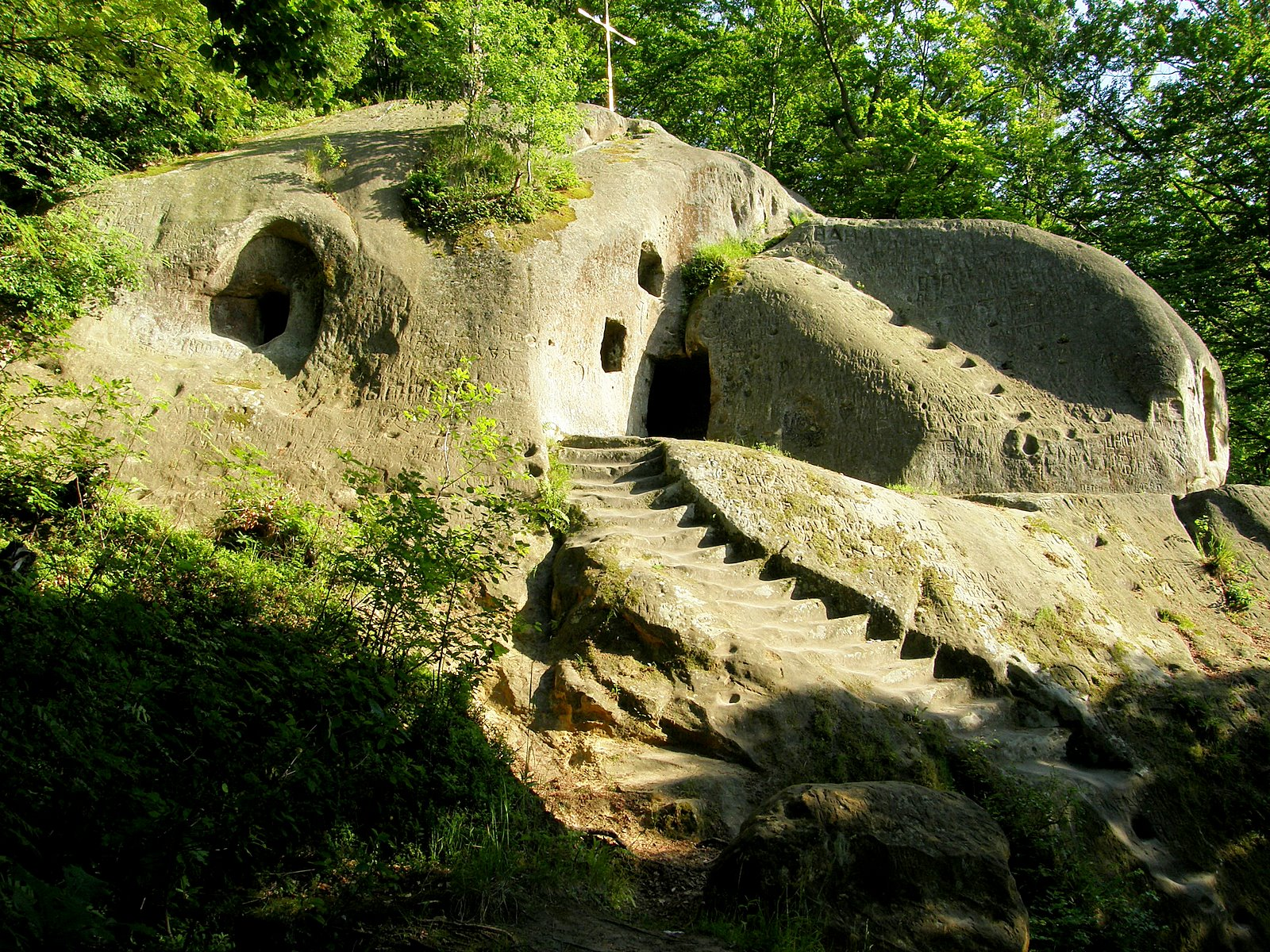
Печерний монастирський комплекс, Розгірче,2008

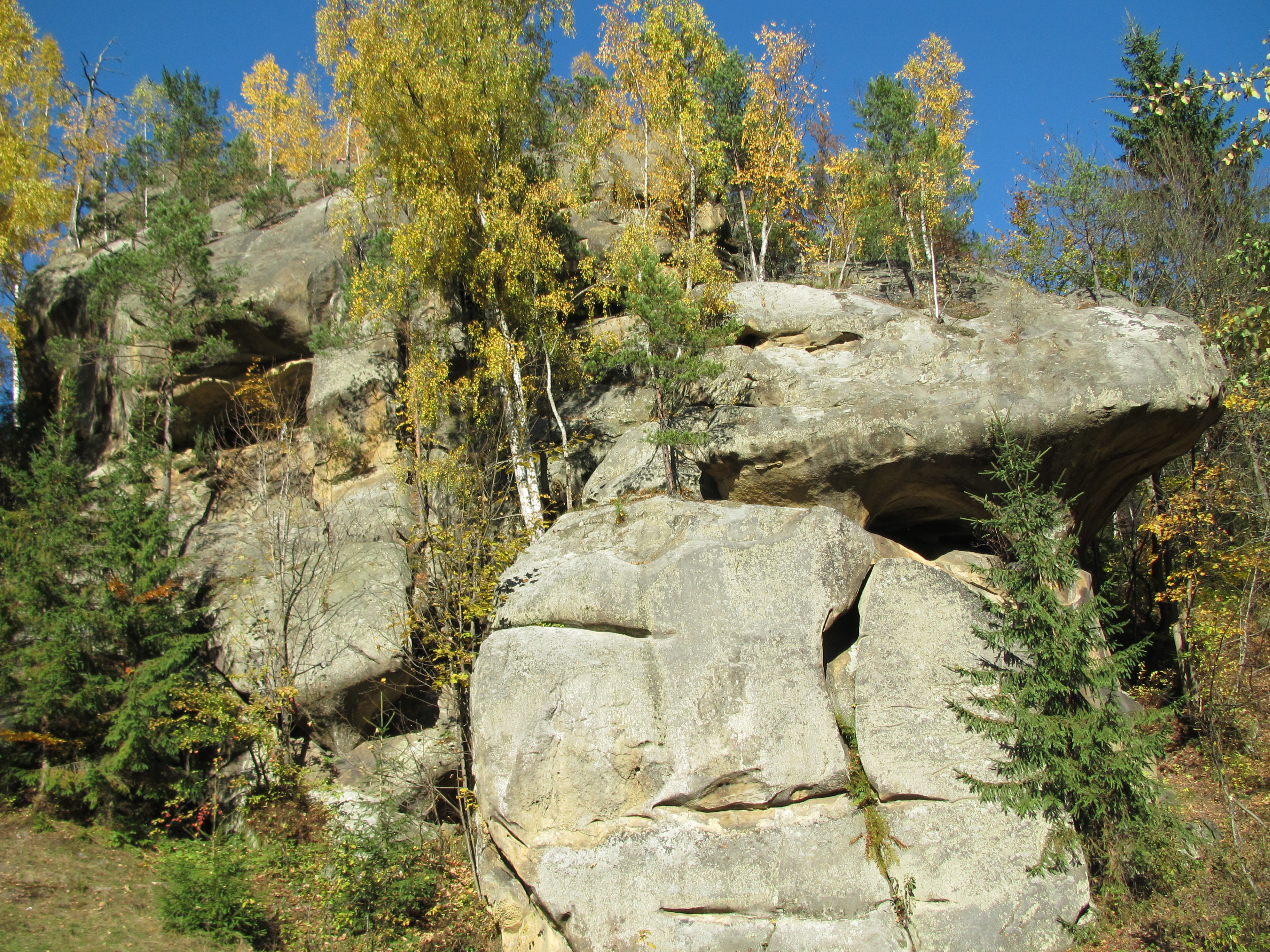
Стародавнє святилище Терношорська Лада

За даними Всесвітньої туристичної організації (UNWTO), Україна входить до десятки лідерів міжнародного туризму за кількістю відвідувань, посідає 7-ме місце в 2008 році.
Згідно рейтингу Всесвітньої туристичної організації, Україна займає 8-ме місце у світі за кількістю туристичних візитів. Країну щороку відвідують більше 20 мільйонів туристів (25,4 млн у 2008 р.), насамперед із країн східної Європи, а також західної Європи, США і Японії. Сфера індустрії гостинності України включає як активні види відпочинку і спортивного туризму, (наприклад гірськолижний спорт), так і подорожі пізнавального характеру, на базі багатої археологічної і релігійної історії країни. У світі стають відомими численні лікувальні курорти, розташовані буквально у всіх регіонах України.

## Історико-архітектурні ресурси України
В Україні під охороною держави перебувають понад 140 тисяч нерухомих пам'яток історії та культури:
- понад 64 000 пам'яток археології;
- понад 54 000 пам'яток історії;
- близько 7000 пам'яток монументального мистецтва;
- понад 15 600 пам'яток містобудування та архітектури.

## Туристичні міста та місця

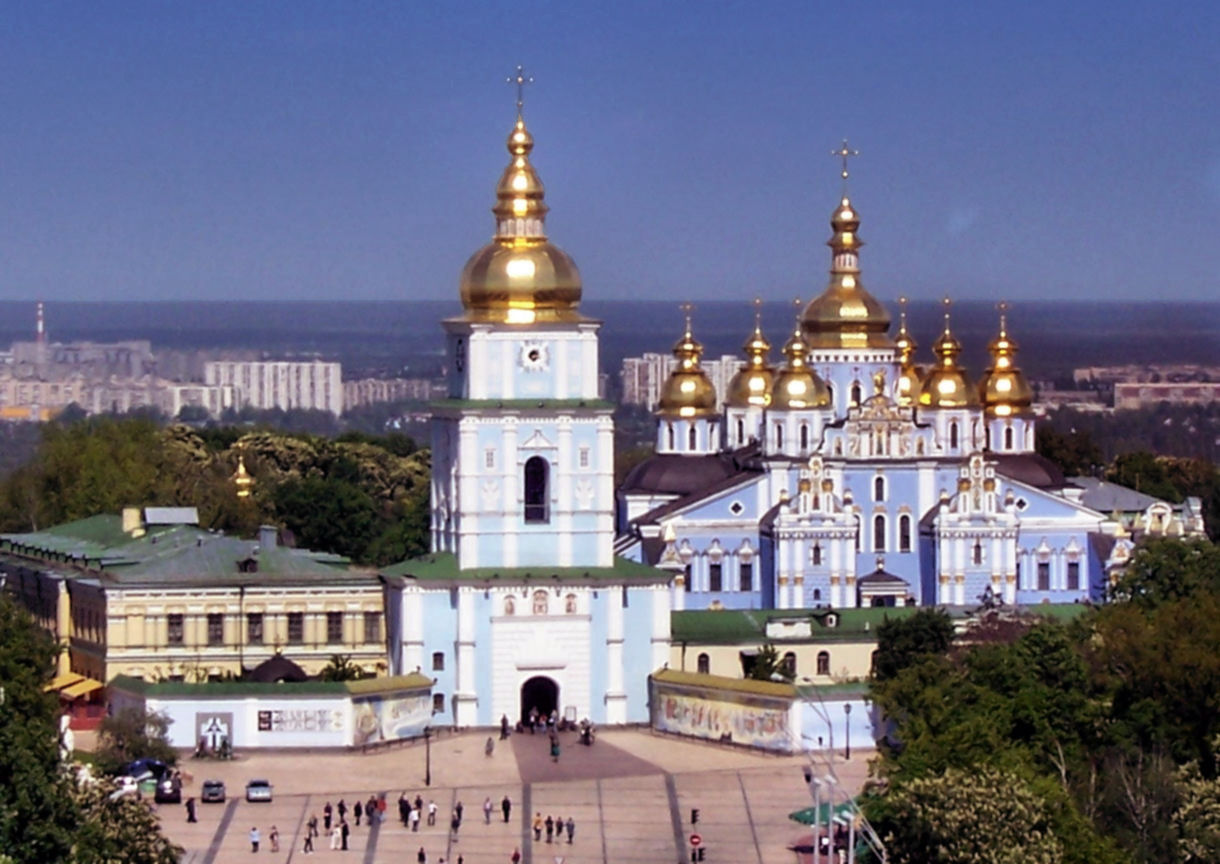
Золотоверхий Михайлівський собор в Києві

### Міста
- Список історичних населених місць України;
- Київ;
- Львів: Список пам'яток архітектури національного значення у Львові;
- Івано-Франківськ;
- Кам'янець-Подільський;
- Одеса;
- Чернівці;
- Чернігів;
- Ялта;
- Севастополь;
- Алушта.

### Замки, фортеці

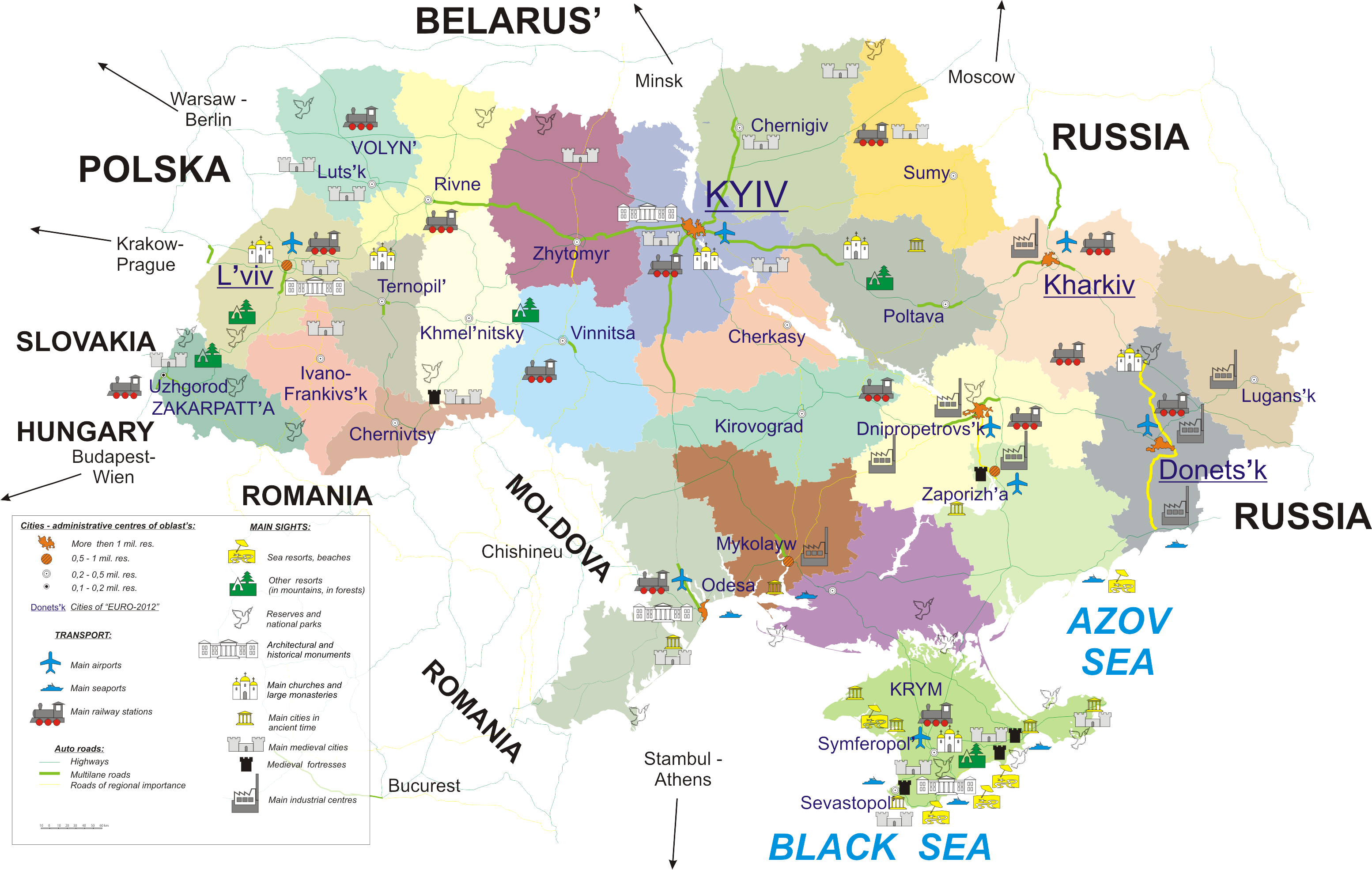
Туристична карта-схема України

- Замки України;
- Вікіпедія:Проєкт:Замки України.

### Історико-культурні заповідники України
- Буша (заповідник);
- Верхній Салтів (музей-заповідник);
- Кам'яна Могила;
- Національний заповідник «Хортиця»;
- Національний заповідник «Замки Тернопілля»;
- Національний заповідник Херсонес Таврійський;
- Національний історико-культурний заповідник «Глухів»;
- Національний історико-етнографічний заповідник «Переяслав»;
- Національний історико-культурний заповідник «Чигирин»;
- Шевченківський національний заповідник;
- Державний історико-культурний заповідник «Трипільська культура»;
- Історико-культурний заповідник «Трахтемирів».

### Місцевості
- Крим;
- Закарпаття;
- Карпати;
- Олешківські піски;
- Азовське узбережжя;
- Круїзи Дніпром;
- Буковина;
- Міжрічинський регіональний ландшафтний парк;
- Прикарпаття;
- Бакотська затока.

## Водоспади України
- Гуркало
- Токівський водоспад (єдиний степовий водоспад України)
- Ялинський водоспад — найвищий в Українських Карпатах (26 м.);
- Джур-Джур (водоспад);
- Джурла (водоспад);
- Лужківський водоспад;
- Кам'янецький водоспад;
- Манявський водоспад;
- Русилівські водоспади;
- Сукільські водоспади;
- Су-Учкан;
- Ілемнянський водоспад;
- Учан-Су (водоспад) — найвищий водоспад в Україні (в Криму, висота 98 м);
- Дзембронські водоспади;
- Червоногородський водоспад;
- Шипот;
- Сріблясті водоспади;
- Пробій;
- Женецький Гук
- Кременоса
- Сучавський Гук
- Лихий
- Лазний

## Музеї просто неба

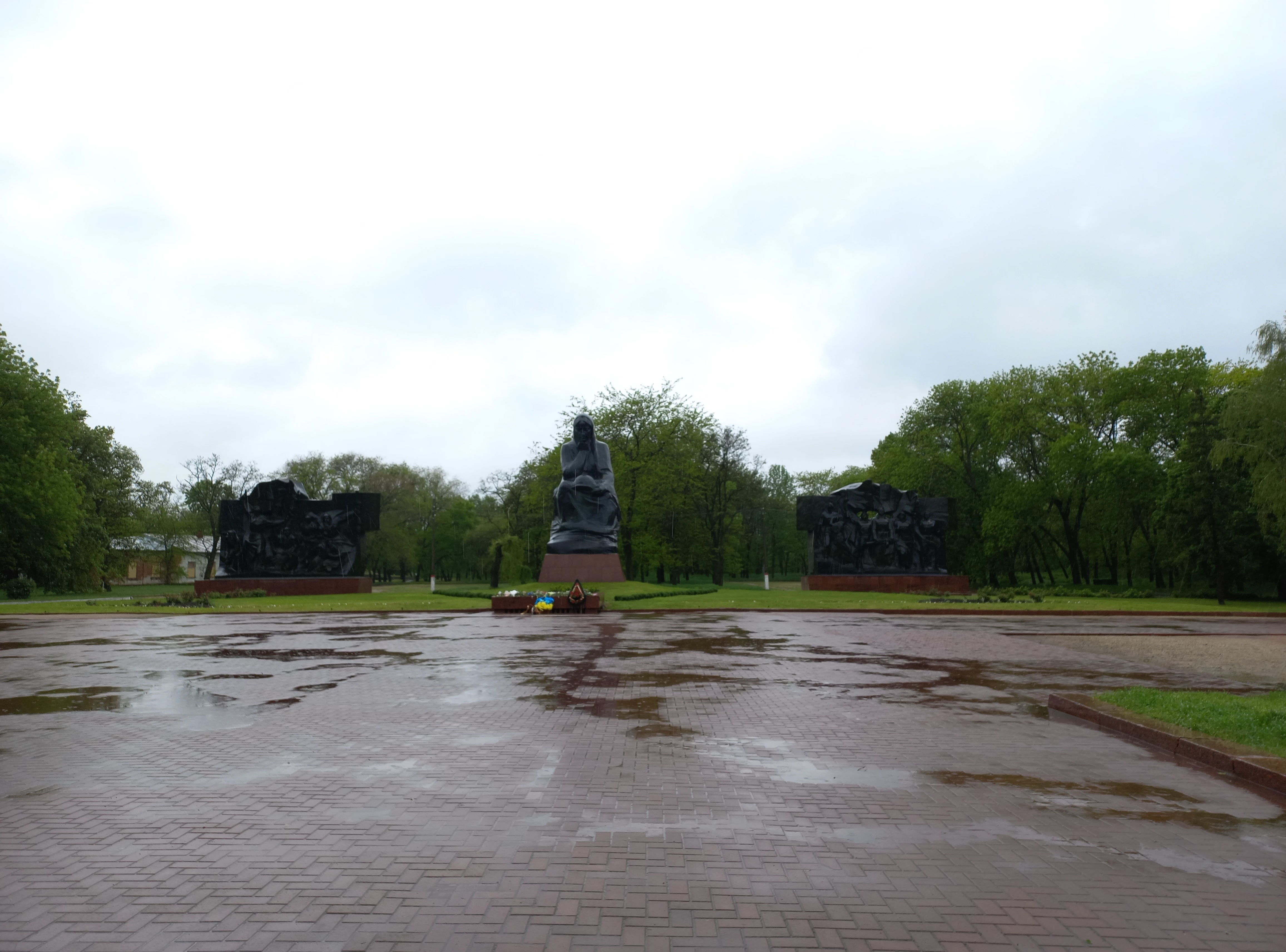
Фортеця Святої Єлисавети, Кропивницький, головна пам'ятка Кіровоградської області

- Закарпатський музей народної архітектури та побуту;
- Мамаєва Слобода;
- Музей народної архітектури і побуту «Шевченківський гай»;
- Музей народної архітектури та побуту Середньої Наддніпрянщини;
- Музей народної архітектури та побуту України;
- Хутір Савки;
- Давній Київ у «Парку Київська Русь».

## Правила в'їзду в Україну та віза
Черезх пандемію COVID-19, правила в'їзду в Україну значно змінилися. Для туристів, які планують подорож в Україну важливо ознайомитися з переліком необхідних для в'їзду в країну документів, наприклад, такими як документ, що підтверджує отримання повного курсу вакцинації від COVID-19, негативний результат експрес-тесту на визначення антигену коронавируса SARS-CoV-2 або негативний результат тесту PCR.
Законодавство України встановлює певний термін, протягом якого іноземці, які прибули на Україну короткостроково, можуть перебувати без реєстрації в органах ВВІР (УГІРФО):
- для іноземців та осіб без громадянства з держав з візовим порядком в'їзду на період дії візи, але не більше ніж 90 днів протягом 180 днів, якщо інший термін не визначено міжнародними угодами;
- для іноземців та осіб без громадянства з держав з безвізовим порядком в'їзду (Австрія, Азербайджан, Андорра, Вірменія, Бельгія, Білорусь, Болгарія, Ватикан, Велика Британія, Угорщина, Німеччина, Голландія, Греція, Грузія, Данія, Ірландія, Ісландія, Іспанія, Італія, Казахстан, Канада, Киргизія, Кіпр, Корея, Латвія, Литва, Ліхтенштейн, Люксембург, Мальта, Молдова, Монако, Монголія, Норвегія, Польща, Португалія, Російська Федерація, Румунія, Словаччина, Словенія, США, Таджикистан, Узбекистан, Фінляндія, Франція, Чехія, Швейцарія, Швеція, Естонія, Японія) — на строк не більше ніж 90 днів протягом 180 днів, якщо інший термін не визначено міжнародними угодами.

Продовження терміну перебування на Україні іноземців та осіб без громадянства, або які прибули на тривале перебування з метою навчання, працевлаштування, у приватних справах тощо, здійснюється органами внутрішніх справ (ВВІР).

## Історія туризму в Україні (до 1991р.)
До 1914 року туризм в Україні був мало розповсюджений. До перших спроб належить студентська екскурсія 1876 року і Крим (під проводом професора Новоросійського університету М. Головінського), мандрівки студентів високих шкіл у Галичині у 1880-х pp. (сполучені з доповідями, концертами тощо; учасником їх був І. Франко, який для мандрівників написав вірш «Сонце по небі колуе»), заснування Гуртка любителів природи, гірського спорту і кримських гір у 1880-х pp. у Ялті, Кримського гірського клубу у 1890-х pp. (з осідком в Одесі і філіями в Ялті, Севастополі, Кишиневі й інших містах). У Києві керівництво Печерської гімназії організовувало для гімназистів т. зв. військові прогулянки вулицями міста, до Вишгорода і Межигір'я. З 1893 учні здійснювали навчально-виховні мандрівки залізницею до Криму, на Урал, Кавказ і Поволжя, до Москви, Нижнього Новгорода та інших великих міст.
Ширшу діяльність виявляло на Правобережжі Російське товариство туристів і Польське товариство краєзнавче, а в Галичині Польське товариство татранське. Там таки у 1900-х pp. активну туристичну діяльність виявляло тіловиховне товариство «Сокіл», яке заснувало туристичну (під проводом К. Ґутковського) і велосипедну (голова Я. Вінцковський) секції.
Інтенсивніший туристичний рух поширився і набрав організовану форму з 1920-х роках. У 1924 році у Львові засновано мандрівнокраєзнавче товариство «Плай» з філіями в інших містах, що влаштовували прогулянки Львовом, Карпатами (на горі Плісце «Плай» мав свою туристичну станцію) тощо. Широкі маси молоді охоплював мандрівками Пласт і Карпатський лещетарський клуб.
Значно сильніше (зокрема в Карпатах) був розвинений польський туристичний рух (на Закарпатті — чеський). Після більшовицької окупації Західної України 1939 року всі спортові товариства, у тому числі й туристичні, були змушені припинити свою діяльність.
В УРСР туризм перейшов кілька етапів організаційних форм.
У 1920-х pp., поряд згаданого вже Рос. Товариства Туристів, організовано Товариство Радянський Турист (Радтур) при Нар. Комісаріаті РРФСР та його Український відділ — Укртур, а пізніше у 1928 — Товариство Пролетаріат Туризму (ТПТ), об'єднані 1930 у Всесоюзне добровільне товариство пролетаріат туризму та екскурсій (ТПТЕ).
У 1936 його було ліквідовано, а туризм й альпінізм підпорядковано фізкультурним і профспілковим організаціям. Створене при Всесоюзній Центральній Раді Професійних Спілок (ВЦРПС) Турустичне-Екскурсійне Управління (ТЕУ) ВЦРПС керувало туризм у профспілках. Воно диспонувало 153 будинками туристів, але в Україні їх було мало і вони не задовольняли потреб туристів.
Після другої світової війні постановою ВЦРПС (1962) створено в СРСР Центральну Раду Товариств. Вона слідкувала за «правильністю» поглядів учасників різноманітних туристичних спілок
У 1969 ЦК КПРС, Рада Мін. СРСР і ВЦРПС ухвалили постанову «Про заходи для дальшого розвитку Т. та екскурсій у країні», у якій партія та уряд розглядають тур.-екскурсійну справу як один з засобів ком. виховання; ці постанови обов'язкові й для УРСР. Згідно з ними керівництво туризму та екскурсіями в УРСР належить органові Укрпрофради — Респ. раді в справах туризму та екскурсій. Тепер здійснено близько 2 300 екскурсій з визначеними маршрутами і відповідною політ.-виховною програмою, про дотримання якої дбають близько 1 700 постійних і 3 000 тимчасово працюючих екскурсоводів. Респ. Раді підпорядковані обласні ради в справах туризму та екскурсій, яким підлягають тур. бази, готелі, кемпінґи тощо. У 1976 діяли 84 тур. бази з філіями і притулками, 11 тур. автомоторових баз тощо. Уся так звана матеріальна база туризму в Україні може одночасно прийняти й обслужити близько 60 000 мандрівників. Для дітей створено дитячі тур. бази та шкільні табори з спеціально вишколеним керівництвом для організації політ. виховання. З метою популяризації Т. введено масовий значок «Турист СРСР» III, II і І ступенів. В уніфікованій спортивній класифікації «пішохідні подорожі» мають 5 категорій складності: від найпростіших до походів, за виконання яких можна одержати звання «Кандидата в майстрі спорту» чи «Майстра спорту СРСР».

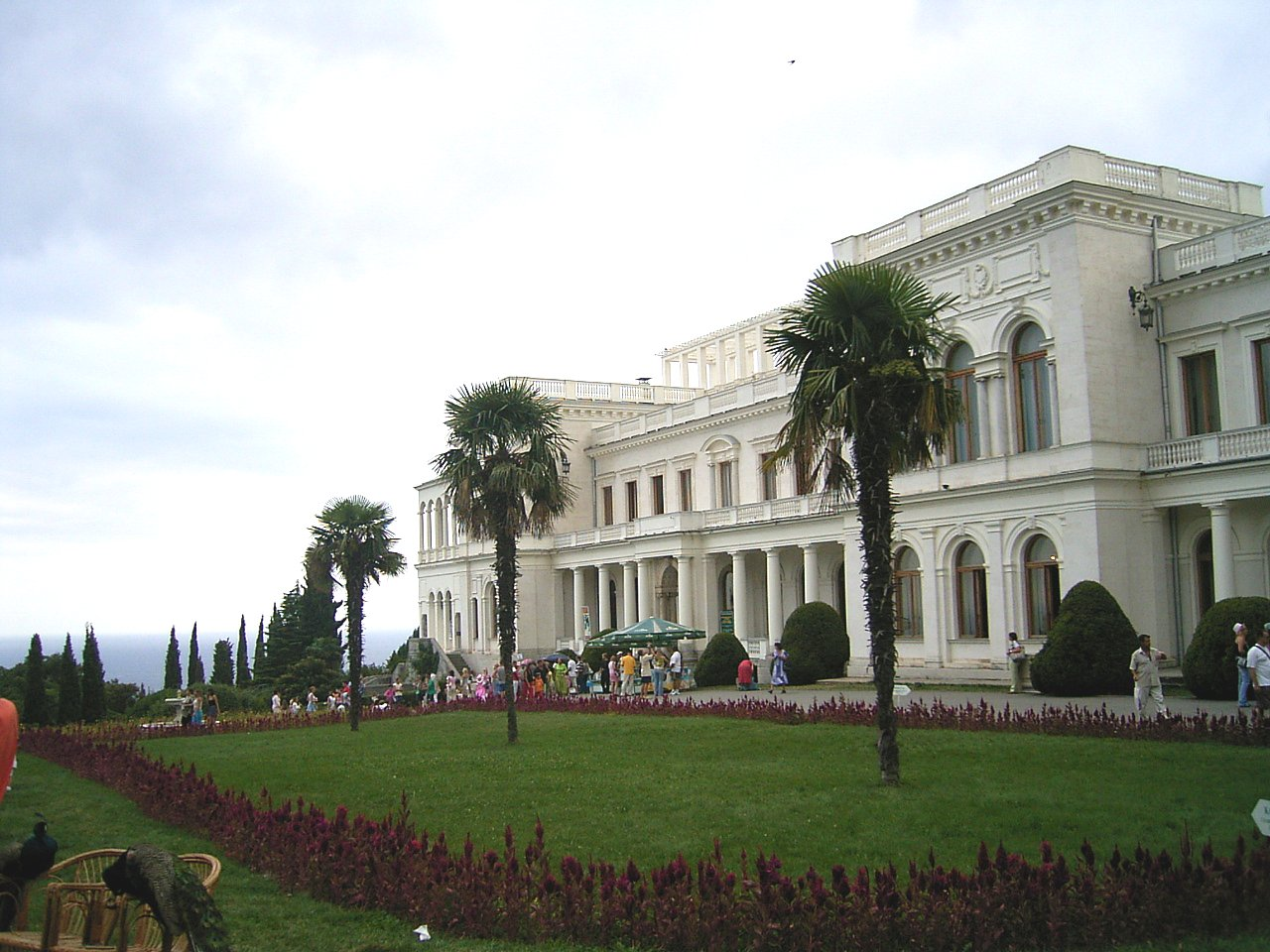
Лівадійський Палац в Ялті

Великою популярністю в колах туристів користуються Карпати, Закарпаття, Буковина, Крим, береги Дніпра (гол. в районі могили Т. Шевченка б. м. Канева), а також і культурні центри з історичними й мистецькими пам'ятками: Київ, Львів, Харків, Одеса та ін. З різних засобів пересування для товариств найменше поширені автотуристичні подорожі, бо не скрізь вистачає місць у кемпінґах і автотурбазах, бракує автомайстерень і запасних частин. З 1965 практикуються рейси Дніпром, далекі морські й річкові подорожі, тур. подорожі по Чорному й Азовському м. Для Т. використовують і залізниці: тур. потяги рухаються вночі, а вдень стоять на станціях, поки туристи оглядають місто. Існують ще так звані маршрути відпочинку: дводенні подорожі (автобусом, літаком, потягом, пароплавом тощо), які починаються у п'ятницю увечері або в суботу ранком і закінчуються в неділю увечері чи в понеділок уранці. У Карпатах і на Закарпатті поширений узимку лещетарський туризм.
Подорожами закордонних туристів в УРСР, як і в усьому СРСР, керувало Всесоюзне державне товариство Інтурист з осідком у Москві й уповноваженим у Києві. Воно затверджувало усю тур. діяльність з закордоном і тур. фірмами та організаціями, складало маршрути чужинців територією СРСР (пересування закордонних туристів обмежене: переїхавши кордон, вони перебували під постійним доглядом органів КГБ). Інтурист диспонував готелями, кемпінґами тощо, які не завжди відповідали стандартові зах. Т. Чимало українців, що жили у діаспорі, відвідувало щорічно УРСР. Це групові і зрідка індивідуальні подорожі. Виїзди полагоджували філії Інтуриста та туристичне бюро українських підприємців.
Після розпаду СРСР правонаступником Інтуриста стає ЗАТ «Укрпрофтур» Федерації профспілок України. ЗАТ «Укрпрофтур» в наш час[коли?] — найбільше в Україні туристичне підприємство. Обласні підприємства представництва і офіси його працюють в 23 містах України. Будучи об'єднаними в мережу подібних підприємств в рамках ЗАТ «Укрпрофтур» підприємства здатні обслуговувати туристів та туристичні групи по всій Україні.
Дані по числу іноземних туристів, які відвідали УРСР наступних (по роках):
| Рік  | Кількість іноземних туристів, осіб. |
| 1959 | 25 054                              |
| 1964 | 58 000                              |
| 1967 | 127 220                             |
| 1969 | 147 455                             |
| 1972 | 270 175                             |
| 1978 | 556 391                             |
| 1980 | 975 938                             |
| 1984 | 605 143                             |
| 1988 | 545 635                             |
| 1990 | 463 790                             |

## Готельне господарство
Станом на січень 2017 року в Україні функціонує 4572 колективних розміщення з загальною кількістю місць 407 975:
- 2645 — готелі та аналогічні засоби розміщення (мотелі, хостели, кемпінги, тощо) із загальною кількістю місць 135 397;
- 1927 — спеціалізовані засоби розміщення (санаторії, пансіонати, бази відпочинку, тощо) із загальною кількістю місць 272 584.

Зіркову обов'язкову категоризацію мають лише 235 готелів.

## Туризм в незалежній Україні
|      | Всього    | Службова та ділова мета відвідування, бізнес-тур, навчання | Дозвілля, відпочинок, спортивно-оздоровчий туризм | Лікування | Інше      |
| ---- | --------- | ---------------------------------------------------------- | ------------------------------------------------- | --------- | --------- |
| 2000 | 2 013 998 | 634 261                                                    | 1 118 076                                         | 91 078    | 170 583   |
| 2002 | 2 265 317 | 668 674                                                    | 1 349598                                          | 98 066    | 148 979   |
| 2004 | 1 890 370 | 492 469                                                    | 1 160 964                                         | 135 838   | 101 099   |
| 2006 | 2 206 498 | 336036                                                     | 1 596 180                                         | 139 376   | 134 906   |
| 2008 | 4 943 929 | 355 880                                                    | 2 383 896                                         | 157 087   | 2 047 066 |

Туризм в АР Крим:
Довжина узбережжя — близько 1000 км, на яких розташовані майже 800 офіційних курортних закладів.
За 2013 рік АР Крим прийняла 5890 тис. відпочиваючих (у тому числі близько 4 млн — з інших регіонів України), середній термін перебування на відпочинку склав 7 діб, за які було витрачено по 2566 грн на особу.

## ЗМІ
З 2002 року в Києві видається журнал «Український туризм», що орієнтований на професіоналів туристичного бізнесу.